# 明治用水
明治用水（めいじようすい）は、愛知県の西三河地方南西部に農業用、工業用、上水道水の水を供給する用水である。
幕末・明治維新期に、全国に先駆けて測量・開削が行われた近代農業用水だったため、明治という元号を冠するエポックメイキングな命名がされた。大正時代には、農業王国として、中流に位置する安城市が「日本のデンマーク」と称して教科書に掲載されるほど、画期的な成功を収めた。安城ヶ原の開発により、10万石以上の収量となった（当時、かつて流域を治めていた岡崎藩が5万石）。
埼玉県・東京都の葛西用水路・見沼代用水とならび、日本三大農業用水と称されている。

## 概要
愛知県豊田市水源町にて矢作川から取水し、安城市、豊田市、岡崎市、西尾市、碧南市、高浜市、刈谷市、知立市に水を供給している。
本流、西井筋、中井筋、東井筋の幹線と支線から成り、幹線は88キロメートル、支線は342キロメートルある。灌漑面積は約7,000ヘクタール。

## 歴史

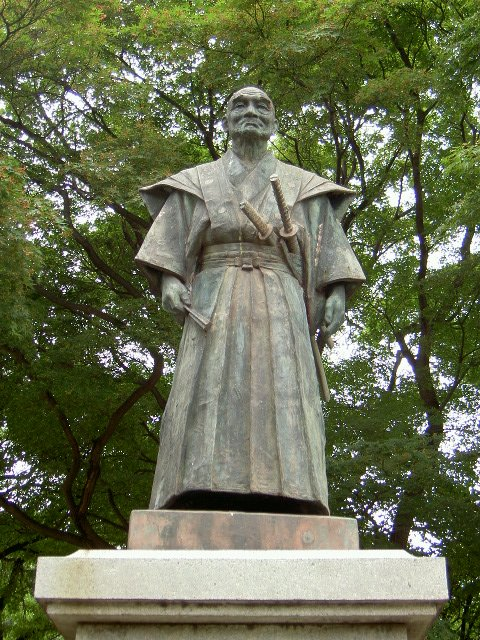
安城市弥厚公園にある都築弥厚像

### 都築弥厚の計画
碧海台地に矢作川の水を引いて新田開発を行う計画は、江戸時代文化・文政期に碧海郡和泉村（現：安城市和泉町）の豪農である都築弥厚（1765年 - 1833年）の発案である。都築は数学者の石川喜平とともに、1822年に用水路の測量に着手し、農民の抵抗に遭いながらも、1826年に測量を完了させた。翌年には開墾計画を『三河国碧海郡新開一件願書』にまとめ、幕府勘定奉行に提出した。願書によると、碧海台地が原野のままである理由は用水がないためであるとし、越戸村（現：豊田市平戸橋町）で矢作川の水を分水し、台地上に水路を建設するといった計画であった。1833年には幕府は都築の計画を許可したが、都築は同年に病没した。

### 伊豫田与八郎・岡本兵松の計画
都築の死後には地元の反対もあり、用水の建設計画は頓挫していた。一方、岡崎の庄屋である伊豫田与八郎（1822年 - 1895年）は、栗寺村（現：豊田市）ら支配地域の排水を改善するために用排水計画を立案し、1851年に岡崎藩に提出した。この計画は水路地のある刈谷藩と板倉藩の了解が得られなかったので頓挫した。明治維新後の1872年には額田県に悪水路計画を提出した。
都築家が所有していた石井新田（現：安城市石井町）の開拓農民であった岡本兵松（1821年 - 1897年）は、当時開墾したばかりで畑地ばかりだった新田に水路を作り水田に変えるべきだと考えた。都築の計画を知った岡本はその実現を決意し、1868年に京都民政局に計画を提出した。明治維新の混乱期で行政機関がめまぐるしく変わったためたらい回しを受け、1872年には廃藩置県によって現在の愛知県東部に置かれた額田県に計画を提出するも、県統合により計画は発足直後の愛知県が審査することとなった。

### 伊豫田・岡本の計画の合併と明治用水の完成
伊豫田・岡本の計画の提出を受けた愛知県庁関係者の働きかけにより、両者の計画は合併することになり、伊豫田・岡本は1875年に愛知県令に用水路掘割溜池不毛地開拓再願書を提出した。地元農民の中には反対する者が多かったが、説得に当たった岡本は「工事ができあがれば、恨む村は三か村、喜ぶ村は数十か村、なにほどのこともない」と述べたといわれる。1879年に本流の工事が開始され、1880年には完成式典が挙行された。また、同年には中井筋、東井筋の工事が始まり完成している。西井筋は1881年に完成した。またこの年に明治用水と命名された。
この功績をもって1883年10月に伊豫田・岡本らに褒賞が与えられた。

### 明治用水の発展
老朽化が目立った1932年には県営明治用水幹線改良事業が開始され、1942年に終了した。
1946年には、昭和天皇の戦後巡幸の一環で昭和天皇が行幸している。
1971年には国営矢作川総合農業水利事業明治用水地区工事が開始され、暗渠化などの近代化が進んだ。2016年には国際かんがい排水委員会のかんがい施設遺産に登録された。また、2007年に「明治用水旧頭首工」は土木学会選奨土木遺産に選ばれた。

### 明治用水頭首工の大規模漏水

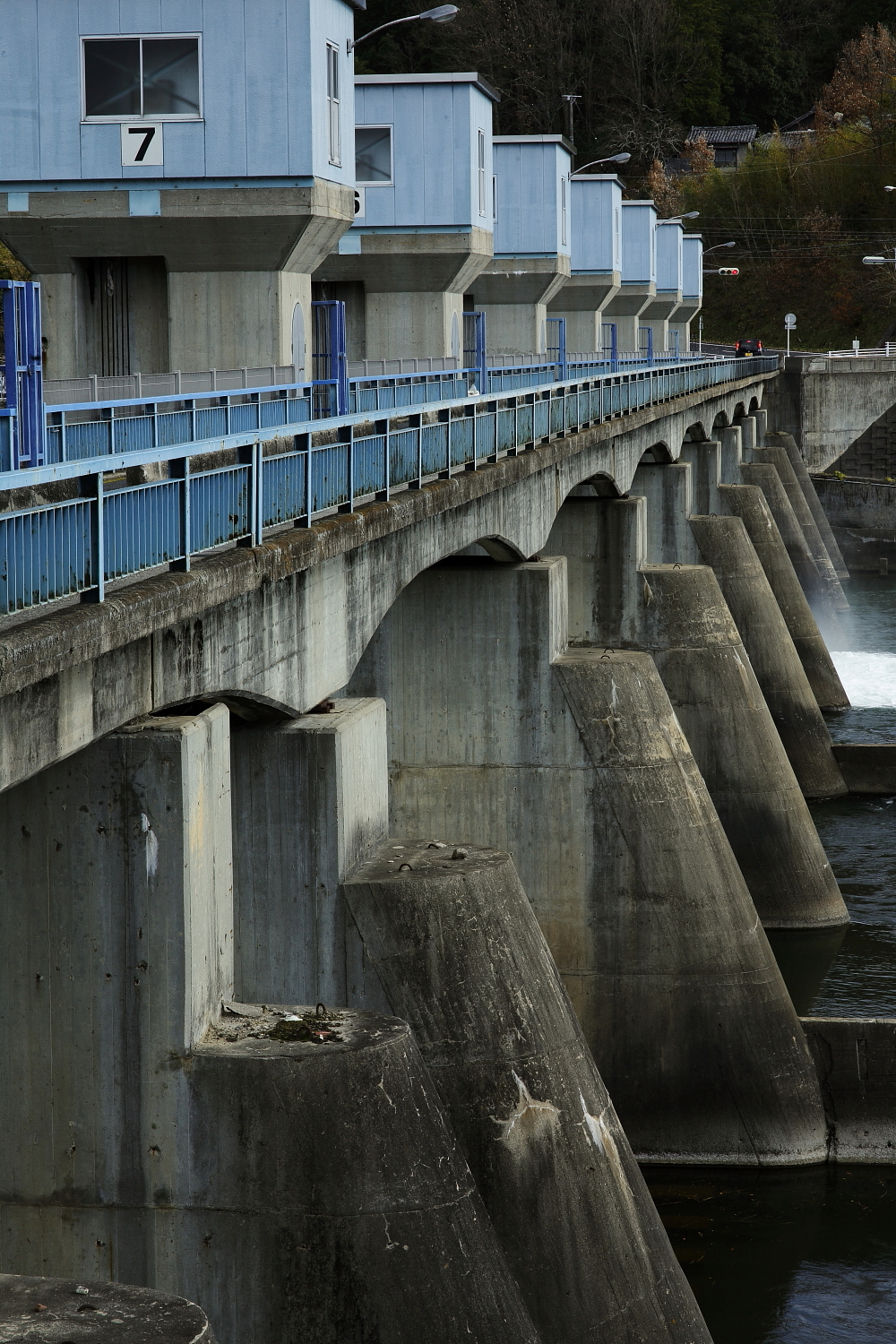
明治用水頭首工（豊田市室町および水源町）

2022年（令和4年）5月17日午前3時半過ぎ、農林水産省東海農政局は、取水施設「明治用水頭首工」で大規模な漏水が発生していることを把握した。同日午後6時頃には、矢作川からの取水ができない状態になった。東海農政局は仮設のポンプを設置するなどして対応に当たったが、18日4時45分ごろには全く取水ができなくなった。
原因は堰の下部に穴が開いたことにより水が堰を迂回したためと発表され、東海農政局農地防災事業所の大坪寛次長「去年12月に、せきの下流側で水が噴き出しているに気付き、穴を塞ぐなどの対策をとっていた。しばらくは安定していたが、5月15日に水が濁っているのに気付いた」とこれまでの経緯を話した。
ここからの水道は、農業用の他、西三河地域の12の自治体にある131の事業所に工業用水を供給している。多くはトヨタ自動車をはじめとする自動車関連の大企業の事業所のため、影響の大きさが懸念された。デンソー、東海理化、ジェイテクト、愛知製鋼にも影響が出ている。また、田畑についても、豊田、安城、知立など7市の計4,490ヘクタールが明治用水を利用している。田植えの時期に当たるため、JAは「水が来ないと苗が枯れる」と述べた。
5月18日夕方、トヨタ自動車は本社工場を一部で停止。本社工場でつくる部品は、グループの豊田自動織機の長草工場で完成車として組み立てられるが、トヨタからの部品が届かなくなるため、豊田自動織機の工場でも2ラインを19日朝から停止することとなった。同日13時、大阪ガスの中山名古屋共同発電名古屋発電所（武豊町）も停止した。
明治用水頭首工復旧対策検討委員会が設置され、ボーリング調査などの結果、パイピング現象が発生して堰体やエプロンの下に高さ最大3メートル程度の空洞ができていたことが判明した。
2022年8月24日に川底の穴をコンクリートで埋める応急復旧工事が完了した。2026年6月完了を目指し、漏水が発生した最も左岸側にある堰柱（P1堰柱）、水源橋およびゲートについて撤去および再建築を実施している。

## 神社
安城市東栄町には1885年に建立された明治川神社がある。都築弥厚、石川喜平、伊豫田与八郎、岡本兵松という明治用水建設の功労者4人が祀られている。例祭は4月18日。
豊田市水源町の水源公園には水源神社があり、やはり明治用水関係者が祀られている。水源公園は豊田市随一の桜の名所であり、450本の桜が植えられている。

## ギャラリー
- 暗渠化された明治用水の上を走る自転車道
- 豊田市域の水路
- 安城市の明治川神社
- 水源神社
- 明治用水篠目童子発電所（安城市篠目町）[19]